# لطفي عاشور
لطفي عاشور(بالإنجليزية: Lotfi Achour)‏ ، كاتب ومخرج ومنتج سينمائي ومسرحي تونسي.
تصدرت أعماله التي يفوق عددها ال 25، المسارح في تونس وباريس وأفينيون. وقد شاركته The Royal Shakespeare Company إنتاج آخر عرض صممه للأولمبياد الثقافية أثناء الألعاب الأولمبية لندن 2012.
أمّا في السينما فقد اخرج أربعة أفلام قصيرة حصدت جوائز عدة في عشرات المهرجانات الدولية (كليرمونفران Clermont-Ferrand، طوكيو، أبو ظبي، نيويورك...) نخص منها بالذكر فيلم بو لولاد (Père) الذي يتنافس على جائزة السيزار 2017 و فيلم علوش (La laine sur le Dos) الذي ترشح للمسابقة الرسمية في مهرجان كان السينمائي الدولي لدورة 2016 و المتنافس كذلك على جائزة الأوسكار لسنة 2017 .غدوة حي (Demain Dès l'Aube) هو العمل السينمائي الطويل الأول للمخرج لطفي عاشور.

## السيرة الذاتية
ولد لطفي عاشور في مدينة تونس، دائرة باب سويقة ذات الرمزية التاريخية والثقافية وقرر أن يتوجّه إلى فرنسا في سن العشرين عاما، فالتحق بجامعة السوربون لدراسة المسرح والسينما ثم بِورشات فاران (Ateliers Varrens) حيث درس صناعة الأفلام الوثائقية.كونَه مهتمّا بشكل خاص بالإبداع المعاصر، سرعان ما ارتبطت أعماله بالكاتبة ناتاشا دو بونتشارا (Natacha de Pontcharra) ومعها خلق عشرات النصوص خلال اقامات أدبية في مراكز درامية ومسارح وطنية مختلفة، بما في ذلك لاشارتروز دي فيلنوف ليز افينيون (La Chartreuse de Villeneuve Lez Avignon) ، حيث أدّى ثلاثة عروض ، منها الآنجيلي (l'Angélie) في مهرجان افينيون 1998 والذي وصفته جريدة لوسوار (Le Soir) البلجيكية بأنه «أفضل عرض في مهرجان أفينيون» ذلك العام، ليصبح لطفي عاشور أول مخرج تونسي يعتلي عمله مسرح افينيون (IN d'Avignon).كما تولّى إدارة مسرح ريو في غرونوبل لمدة أربع سنوات وجعله مكانا حصريا للفن المعاصر. ونفذ مشروعا لنوي بلانش (Nuit Blanche) في باريس في عام 2006.
يعمل لطفي باللغتين العربية والفرنسية، فيصمم وينفّذ مشاريع دولية مبنية على التعاون الفني بين الفنانين من مختلف الجنسيات ومختلف التخصصات. في عام 2009، اشترك مع أنيسة داود، الممثلة والمؤلفة، ليؤسسا شركة الإنتاج، التي تعنى بكتابة وإنتاج المشاريع السينمائية والمسرحية والموسيقية المختلفة.